# Mario Hoyer
Mario Hoyer (Ronneburg, 26 luglio 1965) è un ex bobbista tedesco.

## Biografia
Ai XV Giochi olimpici invernali (edizione disputatasi nel 1988 a Calgary, Canada) vinse la medaglia di bronzo nel Bob a due con il connazionale Bernhard Lehmann, partecipando per la nazionale tedesca.
Il tempo totalizzato fu di 3:54,64 con un distacco di minimo rispetto all'altra tedesca, 3:54,19 il loro tempo.